# Zaborol (obwód wołyński)
Zaborol (ukr. Забороль) – wieś na Ukrainie w rejonie łuckim obwodu wołyńskiego.

## Zabytki
- pałac - we wsi znajdował się piękny pałacyk, wybudowany według projektu Henryka Ittara[2], znanego architekta z Dubna[1], pochodzącego z Malty[3]. Angielski romantyczny park obok pałacu założył słynny ogrodnik Dionizy Mikler, twórca parków i ogrodów na Wołyniu i Podolu[4]. Obok pałacu stała kaplica wybudowana w stylu neogotyckim, zaprojektowana również przez Henryka Ittara[1].